# 2023 w literaturze
Wydarzenia literackie w 2023 roku.

## Wydarzenia
- Rok 2023 ogłoszono rokiem Aleksandra Fredry[1] i Wisławy Szymborskiej[2]

## Proza beletrystyczna i literatura faktu

### Język polski
- Robert F. Barkowski: Siemowit. Burzliwy (cykl: Przodkowie, tom 1) (Bellona (wydawnictwo))[3]
- Grzegorz Bogdał – Idzie tu wielki chłopak (Wydawnictwo Czarne)[4]
- Grzegorz Bryszewski – Wróżka, biskup i kasety wideo. Telewizja Sky Orunia (1989–1996) (Marpress)[5]
- Roman Chojnacki – Gołąb cukrowy (WBPiCAK)[6]
- Anna Cieplak – Ciało huty (Wydawnictwo Literackie)[7]
- Marcin Oskar Czarnik – Misterium (Wydawnictwo Nisza)[8]
- Jacek Dehnel – Łabędzie (Wydawnictwo Literackie)[9]
- Julia Fiedorczuk – Dom Oriona (Wydawnictwo Literackie)[10]
- Mateusz Górniak – Dwie powieści ruchu (Wydawnictwo Filtry)[11]
- Mikołaj Grynberg – Jezus umarł w Polsce (Wydawnictwo Agora)[12]
- Maciej Hen – Segretario (Wydawnictwo Literackie)[13]
- Inga Iwasiów – Późne życie (Wydawnictwo Drzazgi)[14]
- Barbara Klicka – Reneta (Wydawnictwo W.A.B.)[15]
- Damian Kowal – Ćwirowidło (Wydawnictwo Warstwy)[16]
- Antoni Libera – Najlepiej się nie urodzić (Państwowy Instytut Wydawniczy)[17]
- Renata Lis – Moja ukochana i ja (Wydawnictwo Literackie)[18]
- Mikołaj Łoziński – Stramerowie (Wydawnictwo Literackie)[19]
- Jakub Małecki – Sąsiednie kolory (Wydawnictwo SQN)[20]
- Juliusz Machulski – Wisząca małpa (Wydawnictwo Sonia Draga)[21]
- Katarzyna Michalczak – Synu, jesteś kotem (Wydawnictwo Cyranka)[22]
- Zośka Papużanka – Żaden koniec (Wydawnictwo Marginesy)[23]
- Barbara Piórkowska – Gaja. Historia prawdziwa (Marpress)[24]
- Radek Rak – Agla. Aurora (Powergraph)[25]
- Małgorzata Rejmer – Ciężar skóry (Wydawnictwo Literackie)[26]
- Maciej Robert – Rzeki, których nie ma (Wydawnictwo Czarne)[27]
- Zbigniew Rokita – Odrzania. Podróż po ziemiach odzyskanych (Wydawnictwo „Znak”)[28]
- Tomasz Różycki – Złodzieje żarówek (Wydawnictwo Czarne)[29]
- Barbara Sadurska – Bajka, Bajeczka (Wydawnictwo Warstwy)[30]
- Marta Sawicka-Danielak – Ostatni Białystoker (Wydawnictwo Wielka Litera)[31]
- Maciej Siembieda:
  - Nemezis (Agora)[32]
  - Orient (Agora)[33]
- Filip Springer – Mein Gott, jak pięknie (Wydawnictwo Karakter)[34]
- Ishbel Szatrawska – Toń (Wydawnictwo Cyranka)[35]
- Wit Szostak – Rumowiska (Powergraph)[36]
- Wojciech Tochman – Historia na śmierć i życie (Wydawnictwo Literackie)[37]
- Tomasz Tyczyński – Nieuzasadnione poczucie szczęścia (Wydawnictwo Nisza)[38]
- Olga Wiechnik – Platerówki? Boże broń! Kobiety, wojna i powojnie (Wydawnictwo Poznańskie)[39]
- Piotr Wojciechowski – Kochanek Królowej Roju (Państwowy Instytut Wydawniczy)[40]
- Aleksandra Zielińska – Grzybnia (Agora)[41]
- Jakub Żulczyk  – Dawno temu w Warszawie (Świat Książki)[42]

### Tłumaczenia
- Fatma Aydemir – Dżiny (Dschinns), przeł. Zofia Sucharska (Wydawnictwo Cyranka)[43]
- Kateryna Babkina – A pamiętasz, mamo?, przeł. Bohdan Zadura (Wydawnictwo Warstwy)[44]
- Zsuzsa Bánk – Śmierć przychodzi nawet latem (Sterben im Sommer), przeł. Elżbieta Kalinowska (Wydawnictwo Czarne)
- Lana Bastašić – Złap zająca (Uhvati zeca), przeł. Dorota Jovanka Ćirlić (Wydawnictwo Literackie)[45]
- Jaume Cabré – Spaleni w ogniu (Consumits pel foc), przeł. Anna Sawicka (Wydawnictwo Marginesy)[46]
- Avni Doshi(inne języki) – Gorzki cukier (Burnt Sugar), przeł. Agnieszka Wilga (Wydawnictwo W.A.B.)[47]
- György Dragomán – Stos (Máglya), przeł. Karolina Kacorzyk (Noir sur Blanc)[48]
- Bernardine Evaristo – Mr Loverman (Mr Loverman), przeł. Aga Zano (Wydawnictwo Poznańskie)[49]
- William Faulkner – Flagi pokrył kurz, przeł. Maciej Płaza (Państwowy Instytut Wydawniczy)[50]
- Jon Fosse – Drugie imię. Septologia I–II, przeł. Iwona Zimnicka (Artrage)[51]
- Alicia Giménez Bartlett – Nikt nie chciał wiedzieć (Nadie quiere saber), przeł. Maria Mróz (Noir sur Blanc)[52]
- Henry Green – Pochwyceni (Caught), przeł. Marcin Szuster (Wydawnictwo Ossolineum)[53]
- Abdulrazak Gurnah – Raj (Paradise), przeł. Krzysztof Majer (Wydawnictwo Poznańskie)[54]
- Ismail Kadare – Kronika w kamieniu (Kronikë në gur), przeł. Marek Jeziorski (Wydawnictwo Akademickie Sedno)[55]
- Shehan Karunatilaka – Siedem księżyców Maalego Almeidy (The Seven Moons of Maali Almeida), przeł. Mariusz Gądek (Wydawnictwo Marginesy)[56]
- Barbara Kingsolver – Demon Copperhead (Demon Copperhead), przeł. Kaja Gucio (Wydawnictwo Filia)[57]
- Ann-Helén Laestadius – Kradzież (Stöld), przeł. Natalia Kołaczek (Mova)[58]
- Rosa Liksom – Pułkownikowa, przeł. Artur Bobotek (Marpress)[59]
- Elena Medel – Cuda (Las maravillas), przeł. Agata Ostrowska (Wydawnictwo W.A.B.)[60]
- Ottessa Moshfegh – Lapvona (Lapvona), przeł. Teresa Tyszowiecka (Wydawnictwo Pauza)[61]
- Marie NDiaye – Zemsta należy do mnie (La vengeance m'appartient), przeł. Magdalena Kamińska-Maurugeon (Wydawnictwo Filtry)[62]
- Ito Ogawa – Kameliowy sklep papierniczy (Tsubaki bunguten), przeł. Alicja Kaniecka (Wydawnictwo Tajfuny)[63]
- Antje Rávic Strubel – W lasach ludzkiego serca (In den Wäldern des menschlichen Herzens), przeł. Agata Teperek (Wydawnictwo Pauza)[64]
- Salman Rushdie – Miasto Zwycięstwa (Victory City), przeł. Jerzy Kozłowski (Dom Wydawniczy Rebis)[65]
- Claudia Salazar Jiménez – Krew o świcie (La sangre de la aurora), przeł. Tomasz Pindel (ArtRage)[66]
- Luis Sepúlveda – Historia psa zwanego Lojal (Historia de un Perro llamado Leal), przeł. Joanna Branicka (Noir sur Blanc)[67]
- Adania Shibli – Drobny szczegół, przeł. Hanna Jankowska (Wydawnictwo Drzazgi)[68]
- Shin Kyung-sook – Fiołki, przeł. Łukasz Janik (Kwiaty Orientu)[69]
- Douglas Stuart – Młody Mungo(inne języki) (Young Mungo), przeł. Maciej Studencki (Wydawnictwo Poznańskie)[70]
- Emily St. John Mandel – Morze spokoju (Sea of Tranquility), przeł. Ewa Horodyska(inne języki) (Poradnia K)[71]
- Haśka Szyjan – Za plecami,  przeł. Michał Petryk (Wydawnictwo Czarne)[72]
- Robert Walser – Wypracowania Fritza Kochera, przeł. Małgorzata Łukasiewicz (Państwowy Instytut Wydawniczy)[73]
- Colson Whitehead – Reguły gry (Crook Manifesto), przeł. Robert Sudół (Wydawnictwo Albatros)[74]
- Can Xue – Ulica Żółtego Błota, przeł. Katarzyna Sarek (Państwowy Instytut Wydawniczy)[75]

## Eseje, szkice i felietony

### Język polski
- Zbigniew Machej – Praga in flagranti (Fundacja Pogranicze)[76]
- Dorota Masłowska – Mam tak samo jak ty (Wydawnictwo Literackie)[77]
- Weronika Murek – Dziewczynki (Wydawnictwo Czarne)[78]
- Tomasz Terlikowski – Wygasanie. Zmierzch mojego kościoła (Wydawnictwo Literackie)[79]
- Adam Zagajewski – Najwyższy człowiek świata. O Józefie Czapskim (Wydawnictwo a5)[80]

### Tłumaczenia
- Peter Handke – Próby, przeł. Eliza Borg, Ryszard Wojnakowski (Eperons-Ostrogi)[81]
- Toni Morrison – Samoszacunek (Source of self-regard: selected essays, speeches, and meditations), przeł. Kaja Gucio (Wydawnictwo Poznańskie)[82]
- Haruki Murakami – Moje ukochane T-shirty, przeł. Anna Zielińska-Elliott (Muza)[83]
- Iris Murdoch – Przeciw oschłości, przeł. Michał Filipczuk (Państwowy Instytut Wydawniczy)[84]
- Salman Rushdie – Języki prawdy (Languages of Truth), przeł. Jerzy Kozłowski, Katarzyna Karłowska (Dom Wydawniczy Rebis)[85]

## Poezja

### Język polski
- Justyna Bargielska – Wybór stand-upów (Biuro Literackie)[86]
- Olgerd Dziechciarz – Wmartwychwstąpienie (Instytut Mikołowski)[87]
- Darek Foks – Patriotka (WBPiCAK)[88]
- Ewa Frączek – Jedyna taka rzeczywistość (Convivo)[89]
- Genowefa Jakubowska-Fijałkowska – Wiwisekcja (Instytut Mikołowski)[90]
- Urszula Kozioł – Raptularz (Państwowy Instytut Wydawniczy)[91]
- Justyna Kulikowska – Obóz zabaw (WBPiCAK)[92]
- Ewa Lipska – Wariacje Geldbergowskie (Wydawnictwo Literackie)[93]
- Zbigniew Machej – Iskierka w tunelu (Instytucja Kultury Ars Cameralis Silesiae Superioris)[94]
- Bartłomiej Majzel – Nagonka (WBPiCAK)[95]
- Marta Podgórnik – Erwin i Fatum (WBPiCAK)[96]
- Joanna Roszak – Om (Biuro Literackie)[97]
- Karol Samsel – Choroba Kolbego (Państwowy Instytut Wydawniczy)[98]
- Adriana Szymańska – Epilog z Gwiazdą (Państwowy Instytut Wydawniczy)[99]
- Piotr Wojciechowski – Lato świetlne (Państwowy Instytut Wydawniczy)[100]
- Agnieszka Wolny-Hamkało – Wiersze o pojęciach (Convivo)[101]
- Grzegorz Wróblewski – Niebo i jointy (Convivo)[102]

### Tłumaczenia
- Kateryna Babkina – Nie boli, przeł. Bohdan Zadura (Wydawnictwo Warstwy)[103]
- Forrest Gander – Podwojone życie (Twice Alive), przeł. Julia Fiedorczuk (Wydawnictwo Ossolineum)[104]
- Adrienne Rich – Zejście do wraku (Diving Into the Wreck), przeł. Jerzy Jarniewicz (Wydawnictwo Ossolineum)[105]

## Prace naukowe i biografie

### Język polski
- Małgorzata Czyńska – Dwurnik. Robotnik sztuki (Wydawnictwo Marginesy)[106]
- Katarzyna Droga – Niełatwo mnie zabić. Opowieść o Joannie Chmielewskiej (Społeczny Instytut Wydawniczy „Znak”)[107]
- Anna Kaszuba-Dębska – Przybyszewska/Pająkówna. Głuchy krzyk (Wydawnictwo Marginesy)[108]
- Anna Nasiłowska – Mrożek. Biografia (Wydawnictwo Literackie)[109]

## Zmarli
- 2 stycznia:
  - Suzy McKee Charnas, amerykańska pisarka science fiction i fantasy (ur. 1939)
  - Dumitru Radu Popescu, rumuński prozaik, poeta i polityk (ur. 1935)
  - Jerzy Wawrzak, polski poeta, prozaik oraz autor sztuk scenicznych (ur. 1936)
- 4 stycznia:
  - Géza Morcsányi, węgierski aktor, dramaturg, tłumacz (ur. 1952)
  - Fay Weldon, brytyjska powieściopisarka (ur. 1931)
- 7 stycznia – Joachim Glensk, polski literaturoznawca (ur. 1935)
- 9 stycznia:
  - Charles Simic, serbsko-amerykański poeta, laureat Pulitzera (ur. 1938)
  - Wacław Sadkowski, polski filolog, krytyk literacki, eseista i tłumacz (ur. 1933)
- 13 stycznia – Gordana Kuić, serbska pisarka żydowskiego pochodzenia (ur. 1942)
- 16 stycznia
  - Luisa Josefina Hernández, meksykańska pisarka i tłumaczka (ur. 1928)
  - Humphry Knipe, południowoafrykański pisarz (ur. 1941)
- 17 stycznia – Edi Shukriu, kosowska pisarka, publicystka i działaczka polityczna (ur. 1950)
- 20 stycznia – Grigorij Kanowicz, litewski pisarz, publicysta, eseista, poeta, scenarzysta i tłumacz pochodzenia żydowskiego (ur. 1929)
- 24 stycznia – Paweł Lipszyc, polski anglista, tłumacz i redaktor (ur. 1964)
- 28 stycznia – Xavier Rubert de Ventós, hiszpański i kataloński polityk, filozof i pisarz (ur. 1939)
- 29 stycznia – Dmytro Pawłyczko, ukraiński poeta, tłumacz, krytyk literacki, działacz społeczny i polityk (ur. 1929)
- 3 lutego – Ryszard Chodźko, polski pisarz i krytyk literacki, wykładowca akademicki (ur. 1950)
- 13 lutego
  - Milan Hamada, słowacki krytyk i teoretyk literatury (ur. 1933)
  - Reiji Matsumoto, japoński mangaka (ur. 1938)
- 15 lutego – Sławomir Łubiński, polski prozaik i scenarzysta (ur. 1934)
- 3 marca:
  - Stanisław Balbus, polski teoretyk literatury (ur. 1942)
  - Christopher Fowler, angielski pisarz, autor horrorów i powieści kryminalnych (ur. 1953)
  - Kenzaburō Ōe, japoński prozaik i eseista, laureat Nagrody Nobla (ur. 1935)
  - Aleksander Rozenfeld, polski poeta i dziennikarz żydowskiego pochodzenia (ur. 1941)
- 5 marca – Piotr Wróblewski, polski językoznawca, tłumacz i bibliotekarz (ur. 1935)
- 7 marca – Helena Gordziej, polska pisarka i poetka (ur. 1928)
- 11 marca – John Jakes, amerykański pisarz, autor powieści historycznych (ur. 1932)
- 12 marca – Wanda Gizicka, polska poetka (ur. 1925)
- 14 marca – Richard Wagner, niemiecki powieściopisarz (ur. 1952)
- 17 marca – Dubravka Ugrešić, chorwacka pisarka, eseistka, publicystka, krytyk kultury i tłumaczka (ur. 1949)
- 20 marca – Michael Reaves, amerykański pisarz, scenarzysta i producent (ur. 1950)
- 21 marca – Eric Brown, brytyjski pisarz s-f (ur. 1960)
- 22 marca – Rywka Basman Ben-Chaim, izraelska poetka tworząca w jidysz (ur. 1925)
- 26 marca – Donald Michael Thomas, angielski powieściopisarz, poeta, tłumacz (ur. 1935)
- 3 kwietnia – Wojciech Pestka, polski poeta, prozaik i tłumacz (ur. 1951)
- 7 kwietnia – Rachel Pollack, amerykańska pisarka, autorka science fiction i komiksów (ur. 1945)
- 11 kwietnia:
  - Ryszard Binkowski, polski prozaik i scenarzysta filmowy (ur. 1940)
  - Anne Perry, brytyjska pisarka (ur. 1938)
  - Me’ir Szalew, izraelski pisarz (ur. 1948)
- 20 kwietnia – Markas Zingeris, litewski poeta, prozaik, dziennikarz, dramaturg i tłumacz (ur. 1947)
- 21 kwietnia – Anna Sitarska, polska bibliotekoznawczyni (ur. 1938)
- 30 kwietnia – Andrzej Bilik, polski dziennikarz i publicysta (ur. 1939)
- 2 maja – Paweł Smoleński, polski dziennikarz, reporter, pisarz (ur. 1959)
- 5 maja – Jerzy Redlich, polski dziennikarz i tłumacz języka rosyjskiego (ur. 1931)
- 6 maja – Petruška Šustrová, czeska dysydentka, tłumaczka i publicystka (ur. 1947)
- 13 maja – Maciej Cisło, polski poeta, eseista, autor prozy sylwicznej (ur. 1947)
- 19 maja:
  - Martin Amis, angielski pisarz i nauczyciel akademicki (ur. 1949)
  - Dževad Karahasan, bośniacki pisarz, eseista i dramaturg (ur. 1953)
- 31 maja:
  - Ama Ata Aidoo, ghańska pisarka (ur. 1942)
  - Luca Di Fulvio, włoski pisarz (ur. 1957)
- 12 czerwca – Carol Higgins Clark, amerykańska pisarka powieści kryminalnych (ur. 1956)
- 13 czerwca – Cormac McCarthy, amerykański pisarz, scenarzysta i dramaturg (ur. 1933)
- 15 czerwca – Bohdan Urbankowski, polski poeta, eseista, dramaturg i filozof (ur. 1943)
- 17 czerwca – Naum Prifti, albański pisarz, dramaturg i scenarzysta (ur. 1932)
- 19 czerwca – Maria Bojarska, polska teatrolog, krytyk teatralny, historyk teatru, muzyczka i pisarka
- 27 czerwca – Pascal Mercier, szwajcarski pisarz i filozof (ur. 1944)
- 30 czerwca – Carlos Alberto Montaner, kubański pisarz i dziennikarz (ur. 1943)
- 1 lipca
  - Wiktoria Amelina, ukraińska pisarka (ur. 1986)
  - Ahn Jung-hyo, południowokoreański powieściopisarz i tłumacz (ur. 1941)
- 8 lipca – Marian Stępień, polski literaturoznawca (ur. 1929)
- 11 lipca
  - Jan Paweł Krasnodębski, polski prozaik i poeta (ur. 1947)
  - Milan Kundera, czeski i francuski pisarz i eseista (ur. 1929)
- 13 lipca – Kaya Mirecka-Ploss, polska i amerykańska pisarka (ur. 1924)
- 15 lipca – Francisco Ibáñez, hiszpański rysownik komiksów (ur. 1936)
- 17 lipca – Lech Jęczmyk, polski eseista, tłumacz, znawca literatury science fiction (ur. 1936)
- 24 lipca – Václav Kahuda, czeski prozaik (ur. 1965)
- 26 lipca
  - Lâm Quang Mỹ,  polski poeta i tłumacz wietnamskiego pochodzenia (ur. 1944)
  - Martin Walser, niemiecki pisarz (ur. 1927)
- 30 lipca – David Albahari, serbski pisarz żydowskiego pochodzenia (ur. 1948)
- 11 sierpnia – Tom Jones, amerykański pisarz, scenarzysta, autor tekstów i spektakli teatralnych (ur. 1928)
- 21 sierpnia – Adam Kawa, polski poeta (ur. 1942)
- 4 września – Guðbergur Bergsson, islandzki pisarz (ur. 1932)
- 7 września – Jerzy Klechta, polski dziennikarz, publicysta, pisarz (ur. 1939)
- 28 września – Ion Druță, mołdawski prozaik i dramaturg (ur. 1928)
- 29 września – Michał Głowiński, polski filolog, historyk i teoretyk literatury (ur. 1934)
- październik – Amanda Aizpuriete, łotewska poetka, pisarka i tłumaczka (ur. 1956)
- 3 października
  - Nadzieja Artymowicz, poetka literatury białoruskojęzycznej (ur. 1946)
  - Johannes Kühn, niemiecki pisarz i poeta (ur. 1934)
- 8 października – Beno Budar, górnołużycki pisarz, tłumacz i publicysta (ur. 1946)
- 9 października – Ireneusz Kania, polski tłumacz i pisarz, poliglota (ur. 1940)
- 13 października:
  - Louise Glück, amerykańska poetka i eseistka, noblistka (ur. 1943)
  - Rein Saluri, estoński pisarz, scenarzysta i tłumacz literatury rosyjskiej (ur. 1939)
- 22 października – Janina David, brytyjska pisarka (ur. 1930)
- 26 października – Ryszard Kornacki, polski poeta, prozaik i publicysta (ur. 1940)
- 2 listopada – Henri Lopès, kongijski pisarz francuskojęzyczny, dyplomata i polityk (ur. 1937)
- 3 listopada – José María Carrascal, hiszpański pisarz i dziennikarz (ur. 1930)
- 9 listopada – Andrzej Perepeczko, polski marynarz, pisarz i publicysta (ur. 1930)
- 13 listopada – Michael Bishop, amerykański pisarz fantasy i science fiction (ur. 1945)
- 15 listopada – Daisaku Ikeda, japoński pisarz i filozof (ur. 1928)
- 16 listopada:
  - A.S. Byatt, brytyjska pisarka postmodernistyczna i krytyk literacki, laureatka Bookera (ur. 1936)
  - Ryszard Engelking, polski matematyk, tłumacz literatury francuskiej (ur. 1935)
- 27 listopada – Paweł Huelle, polski pisarz i poeta (ur. 1957)
- 28 listopada – Zygmunt Flis, polski poeta (ur. 1937)
- 4 grudnia
  - Zdzisław Antolski, polski poeta (ur. 1953)[110]
  - Hadžem Hajdarević, serbski  poeta i prozaik (ur. 1956)
- 7 grudnia
  - Teresa Lubkiewicz-Urbanowicz, polska pisarka (ur. 1930)
  - Benjamin Zephaniah, brytyjski poeta, pisarz, muzyk reggae (ur. 1958)
- 10 grudnia – David Drake, amerykański pisarz (ur. 1945)
- 13 grudnia – Lech Konopiński, polski poeta (ur. 1931)

## Nagrody
- Bokhandlerprisen – Oliver Lovrenski za Da vi var yngre
- Górnośląska Nagroda Literacka „Juliusz” – Wojciech Orliński za Kopernik. Rewolucje
- International Booker Prize – Georgi Gospodinow za Schron przeciwczasowy w tłumaczeniu Angeli Rodel
- Międzynarodowa Nagroda Literacka im. Zbigniewa Herberta – Tomas Venclova
- Nagroda Bookera – Paul Lynch za Prophet Song
- Nagroda Cervantesa – Luis Mateo Díez
- Nagroda Conrada – Urszula Honek za Białe noce
- Nagroda Goncourtów – Jean-Baptiste Andrea za Veiller sur elle
- Nagroda im. Arthura C. Clarke’a – Ned Beauman(inne języki) za Venomous Lumpsucker
- Nagroda im. Beaty Pawlak – Anna Goc za reportaż Głusza
- Nagroda im. Ryszarda Kapuścińskiego – Anna Goc za reportaż Głusza
- Nagroda Literacka im. Astrid Lindgren – Laurie Halse Anderson
- Nagroda Literacka im. Marka Nowakowskiego – Aleksandra Majdzińska za Szalom bonjour Odessa
- Nagroda Literacka im. Witolda Gombrowicza – Jakub Nowak za To przez ten wiatr
- Nagroda Literacka m.st. Warszawy:
  - Paweł Dunin-Wąsowicz – „Warszawski twórca”
  - Zyta Rudzka za powieść Ten się śmieje, kto ma zęby
  - Kamila Janiak za zbiór poezji miłość
  - Anna Taraska (tekst), Dominika Czerniak-Chojnacka (ilustracje) za książkę dla dzieci Dwa słowa
  - Konrad Niemira za książkę o tematyce warszawskiej Bazgracz. Trzy eseje o Norblinie
  - Daniel Odija (tekst), Wojciech Stefaniec (ilustracje) – w kategorii komiks i powieść graficzna za Rege
- Nagroda Literacka „Nike” czytelników – Grzegorz Piątek za Gdynia obiecana. Miasto, modernizm, modernizacja 1920–1939
- Nagroda Nobla w dziedzinie literatury – Jon Fosse
- Nagroda Poetycka im. Konstantego Ildefonsa Gałczyńskiego – Anna Piwkowska za tomik Furtianie
- Nagroda Pulitzera w dziedzinie beletrystyki – Hernan Diaz za Trust oraz Barbara Kingsolver za Demon Copperhead
- Nagroda Renaudot – Ann Scott za Les insolents
- Nagroda Wielkiego Kalibru – Marek Stelar za powieść Krzywda
- Paszport „Polityki” w kategorii literatura – Grzegorz Piątek za Gdynia obiecana. Miasto, modernizm, modernizacja 1920–1939
- PEN/Faulkner Award – Yiyun Li za The Book of Goose
- Premio Alfaguara – Gustavo Rodríguez(inne języki) za Cien cuyes
- Premio Nadal – Manuel Vilas(inne języki) za Nosotros
- Wrocławska Nagroda Poetycka Silesius za całokształt – Joanna Mueller